# Åstorps köping
Denna artikel handlar om den tidigare kommunen Åstorps köping. För orten se Åstorp, för dagens kommun, se Åstorps kommun.
Åstorps köping var en tidigare kommun i Kristianstads län. 

## Administrativ historik
Åstorps köping bildades 1946 genom en ombildning av Björnekulla landskommun där 15 juli 1887 Åstorps municipalsamhälle inrättats. 1952 inkorporerades Västra Broby landskommun och 1971 ombildades köpingen till Åstorps kommun.
Köpingen hörde till Björnekulla församling som sedan 2002 ingår i Björnekulla-Västra Broby församling.

## Heraldiskt vapen
Blasonering: Sköld, kluven av silver, vari en upprest svart björn med tunga och klor av guld, och av svart, vari två stolpvis ordnade kugghjul av silver.
Björnen kommer ur ett häradssigill (vars bild inte lär föreställa en björn) och kugghjulen syftar på industri. Fastställt för köpingen 1957.

## Geografi
Åstorps köping omfattade den 1 januari 1952 en areal av 33,90 km², varav 33,61 km² land.

### Tätorter i köpingen 1960
| Tätort   | Folkmängd |
| -------- | --------- |
| Åstorp   | 4 304     |
| Nyvång   | 838       |
| Hyllinge | 789       |

Tätortsgraden i köpingen var den 1 november 1960 85,3 procent.

## Politik

### Mandatfördelning i valen 1946-1966
| 15 | 7 | 3 |

| 23 |

| 23 | 3 | 6 | 3 |

| 31 |

| 21 | 4 | 2 | 4 | 4 |

| 31 |

| 19 | 3 | 3 | 2 | 8 |

| 31 |

| 21 | 4 | 4 | 6 |

| 30 | 5 |

| 20 | 4 | 4 | 7 |

| 30 | 5 |